# 高木秀玄
高木秀玄（たかぎ しゅうげん、1916年10月30日 - 1987年7月12日）は、日本の統計学者。

## 略歴
富山県出身。関西大学経済学部卒、1959年「統計と推計の理論」で経済学博士。関西大学経済学部助教授、教授を経て関西大学経済政治研究所長、日本学術会議会員を歴任。87年定年、名誉教授。。

## 著書
- 『統計と推計の理論』有斐閣 1951
- 『教養統計学』啓文社 1959
- 『計量経済学』啓文社 1959
- 『統計学総論 経済学・経営学を学ぶために』ミネルヴァ書房 1967
- 『物価指数論史』高木秀玄先生著作刊行会 1994

### 共編
- 『統計学概論 一般教養としての統計学』編 三和書房 1949
- 『重要統計法規集 昭和31年度版』宗藤圭三共編 三和書房 1956
- 『主要統計調査法規要覧 統計作成者と利用者のために』宗藤圭三共編 啓文社 1959
- 『経済統計』大橋隆憲,大屋祐雪共編 有斐閣双書 1973
- 『経済統計学講義』大屋祐雪他共編 有斐閣ブックス 1984

### 翻訳
- R. G. D. アレン『経済研究者のための数学解析』有斐閣 1953-54
- S.アーロノヴィッチ『独占』佐藤金三郎共訳 理論社 1957
- R.G.D.アレン『経済・経営のための基礎数学』末綱修阿、木村滋, 高本昇訳 紀伊国屋書店 1963-64
- W.A.ウォーリス, H.V.ロバーツ『統計学入門』有斐閣 1968
- ダレル・ハフ『統計でウソをつく法 数式を使わない統計学入門』講談社(ブルーバックス) 1968
- M.J.モロニー『現代の統計学 数字からの事実』日本評論社 1971-72
- セレスト・マクロウ, ロック・ヴァン アッタ『自習統計学 プログラム・ブック』監訳 東洋経済新報社 1974
- R.E.ウォルポール『統計学初歩 テキスト』ミネルヴァ書房 1978
- R.P.ラニヨン『統計で勝つ 不確実性の克服』講談社 (ブルー・バックス) 1979
- ジェラルド・G.シュッテ『統計学入門 Q&A方式』東洋経済新報社 1981

## 論文
- <高木秀玄